# Allium validum
Espèce
Classification APG III (2009)
Statut de conservation UICN

 VU  : Vulnérable
Allium validum, ou Pacific onion ou Pacific mountain onion, est une espèce d'Allium de la famille des Amaryllidacées originaire des Cascade Range, de la Sierra Nevada, des Rocheuses, et d’autres régions de haute altitude en Californie, Oregon, Washington, Nevada, Idaho et Colombie-Britannique,. Il s’agit d’une plante herbacée vivace qui pousse dans les prairies marécageuses à des altitudes moyennes et élevées.

## Taxonomie et morphologie
Les bulbes d'Allium validum mesurent de trois à cinq centimètres de long, ils sont ovoïdes et sont groupés. La tunique extérieure du gros rhizome est brune ou grise, fibreuse. La tige est longue de 50 à 100 centimètres et inclinée. Il a trois à six feuilles de taille plus ou moins égales à celle de la tige et  sont plates. L'ombelle compte de 15 à 40 fleurs avec des pédicelles  de sept à douze millimètres de longueur. La fleur elle-même est de six à dix millimètres, ses périanthes sont plus ou moins dressés, étroitement lancéolés et acuminés, et d'une couleur rose à blanche. Les étamines sont plus longues que les tépaletilisations, et l'ovaire n'a pas de crête,,,,.

## Habitat
Allium validum est une plante commune en Californie souvent trouvée dans les prairies humides à des altitudes de 1 200 à 3 400 mètres.

## Utilisation
Le bulbe 'A. validum' peut être utilisé comme aromatisant pour les soupes et ragoûts bien qu’il soit un peu fibreux. Les feuilles peuvent être consommées crues ou cuites et les fleurs peuvent être utilisées comme garniture sur les salades.

## Sources
- California plants for education, research and conservation. Berkeley, California
- Jepson Flora Project: Jepson Interchange. Copyright © 1993 by the Regents of the University of California [web application]	Treatment from the Jepson Manual. Website: https://web.archive.org/web/20100307223540/http://ucjeps.berkeley.edu/ (Accessed: Feb 24, 2006)
- Plants For A Future - Species Database. Copyright © 1997–2000. [web application]
- WEB search engine by Rich Morris. Plants for a Future, Blagdon Cross, Ashwater, Beaworthy, Devon, EX21 5DF, UK. Website: www.pfaf.org (Accessed: Feb 24, 2006)
- USDA, NRCS. 2006. The PLANTS Database, Version 3.5 (http://plants.usda.gov)